# Электронные компоненты

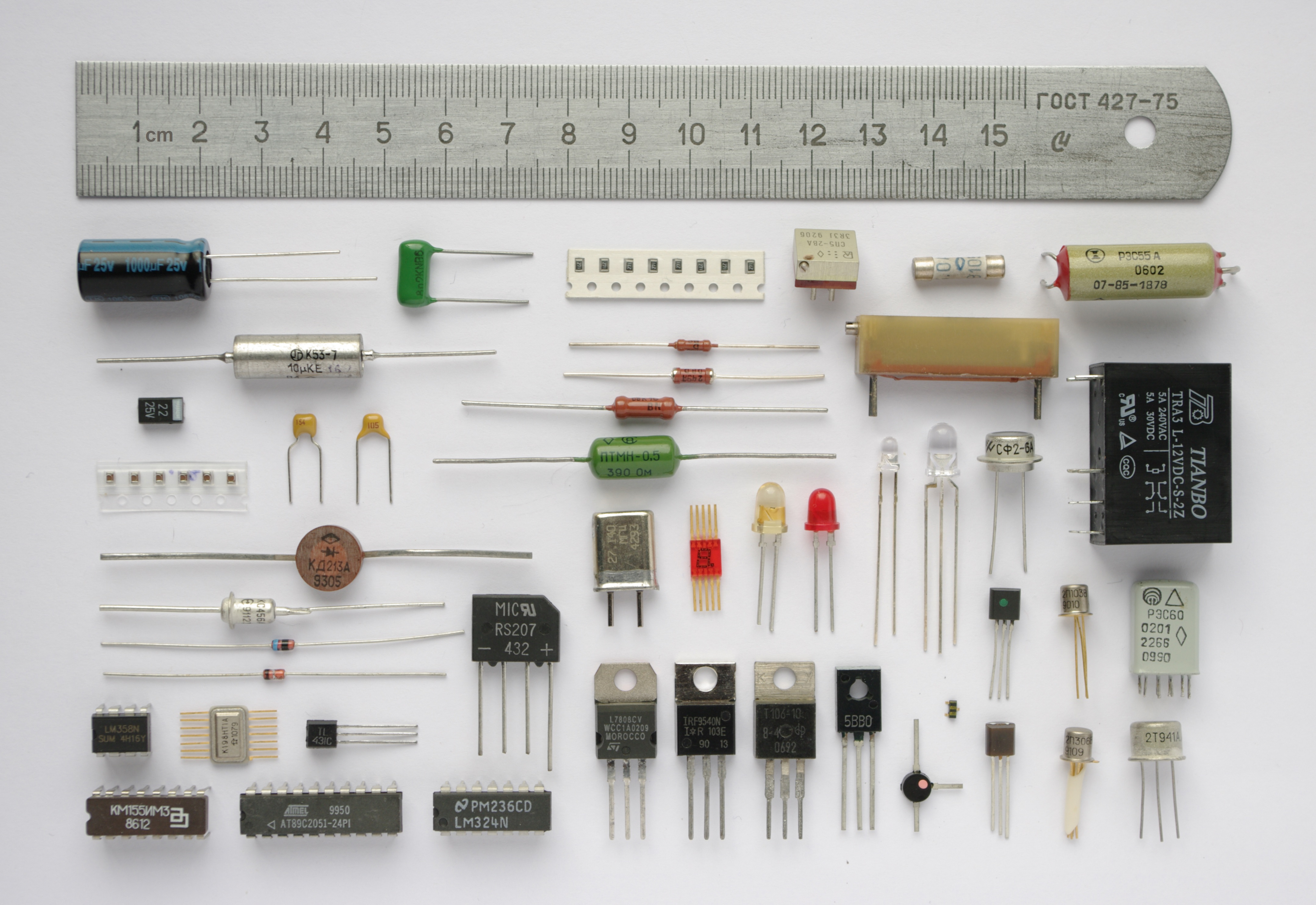
Электронные компоненты

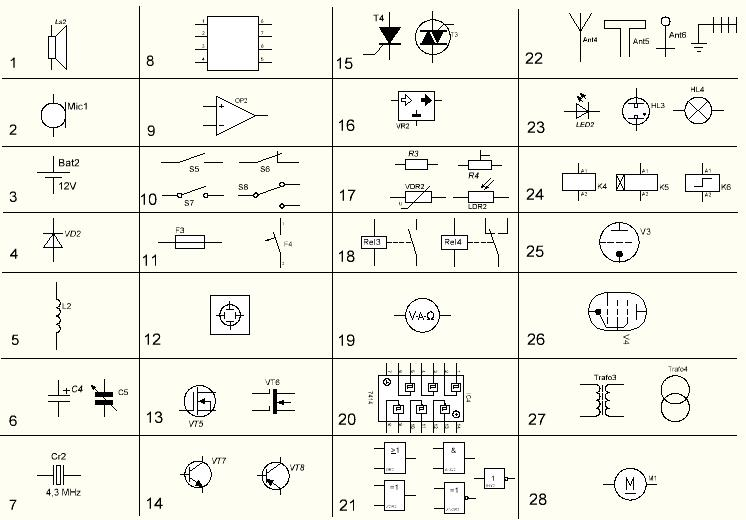
Обозначение электронных компонентов на принципиальных электрических схемах

Электронные компоненты (радиодетали) — составляющие части электронных схем.
Просторечное название электронных компонентов — «радиодетали» появилось от того, что в начале XX века первым повсеместно распространённым, и при этом технически сложным для неспециалиста электронным устройством, стало радио. Изначально термин «радиодетали» означал электронные компоненты, применяемые для производства радиоприёмников; затем обиходное название распространилось и на остальные радиоэлектронные компоненты и устройства, уже не имеющие прямой связи с радио.

## Классификация

### По виду ВАХ
По виду вольт-амперной характеристики (ВАХ) (или по способу действия в электрической цепи) выделяют две группы электронных компонентов (ЭК):
- пассивные или линейные ЭК — ЭК, ВАХ которых имеет линейный характер;
- активные или нелинейные ЭК — ЭК, ВАХ которых имеет нелинейный характер.

Пассивными являются следующие ЭК:
- базовые ЭК, имеющиеся практически во всех электронных схемах радиоэлектронной аппаратуры (РЭА):
  - резистор — элемент электрической цепи, предназначенный для использования его электрического сопротивления;
  - конденсатор — элемент электрической цепи, предназначенный для использования его ёмкости;
  - катушки индуктивности (индуктивные катушки) — элемент электрической цепи, предназначенный для использования его индуктивности.
- ЭК, в которых используется явление электромагнитной индукции:
  - трансформаторы.
- ЭК, построенные на базе электромагнитов:
  - соленоиды;
  - реле.
- пьезоэлектрические ЭК:
  - кварцевый резонатор.
- линии задержки, применяемые в радиоэлектронике;
- всевозможные соединители и разъединители цепи — ключи, применяемые для создания электрических цепей;
- предохранители, применяемые для защиты цепей от перенапряжения и короткого замыкания;
- индикаторы, применяемые для создания световых сигналов;
- динамики (точнее, динамические головки громкоговорителей), применяемые для создания звуковых сигналов;
- микрофон и видеокамера, применяемые для формирования сигнала;
- антенны, применяемые для излучения или приёма радиоволн;
- аккумуляторы, применяемые для обеспечения работы устройств вне сети электрического тока.

К активным ЭК относят:
- вакуумные приборы (появились с развитием электроники):
  - электронные лампы:
    - электровакуумный диод, триод, тетрод, пентод, гексод, гептод, октод, нонод;
    - комбинированные лампы;

  - и другие;
- полупроводниковые приборы (получили распространение в дальнейшем):
  - диод, стабилитрон;
  - варикап;
  - варистор;
  - транзистор: полевой, биполярный, биполярный транзистор с изолированным затвором (IGBT), биполярный транзистор со статической индукцией;
  - тиристор, симистор;
  - и более сложные комплексы на их основе — интегральные схемы (микросхемы) — цифровые и аналоговые;
  - фотоэлектрические ЭК:
    - фоторезистор;
    - фотодиод;
    - фототранзистор;
    - оптрон (оптопара);
    - солнечная батарея.

### По способу монтажа
Технологически, по способу монтажа, электронные компоненты можно разделить на следующие:
- предназначенные для объёмного монтажа методом пайки;
- предназначенные для поверхностного монтажа методом пайки на печатные платы;
- имеющие цоколь для установки в панель (радиолампы и др.).

### По назначению
Устройства отображения информации:
- электронный индикатор;
- флажковый индикатор или блинкер (устар.);
- электронно-лучевая трубка;
- газоразрядный индикатор;
- светодиодный индикатор (СДИ);
- жидкокристаллический индикатор (ЖКИ);
- накальный индикатор[2];
- семисегментный индикатор.

Акустические устройства и датчики:
- микрофон;
- динамик, громкоговоритель;
- тензорезистор;
- пьезокерамический излучатель;
- электростатический излучатель;
- электромагнитный звукосниматель.

Термоэлектрические устройства:
- терморезистор;
- термопара;
- элемент Пельтье;
- термический излучатель.

Антенные устройства:
- антенна;
- фидер.

Соединительные элементы:
- печатная плата;
- электрический соединитель;
- провод, кабель или жгут проводов.

Средства измерения электрических и магнитных величин:
- амперметр или гальванометр — измерительный прибор силы тока;
- вольтметр — измерительный прибор напряжения;
- омметр или измерительный мост — измерительный прибор сопротивления;
- LC-метр — измерительный прибор индуктивности и ёмкости;
- мультиметр — измерительный прибор напряжения, силы тока и сопротивления (при стандартном, наиболее часто встречающемся наборе функций), а также ёмкости (редко), индуктивности (редко), коэффициента усиления транзисторов и температуры;
- измерительный прибор внутреннего сопротивления (англ. equivalent series resistance, ESR) электролитических конденсаторов;
- осциллограф — прибор, предназначенный для исследования амплитудных и временных параметров электрического сигнала;
- скопометр — прибор, совмещающий в себе функции осциллографа и мультиметра;
- частотомер — измерительный прибор частоты напряжения;
- логический анализатор — прибор, предназначенный для проверки цифровых схем;
- спектроанализатор — измерительный прибор распределения спектра сигналов;
- векторный спектроанализатор — прибор, похожий на спектроанализатор, но с добавлением функций цифровой демодуляции;
- электрометр — измерительный прибор напряжённости электрического поля.